# Storie e leggende del Sud
Storie e leggende del Sud è il quarto album discografico di Otello Profazio. È una raccolta di miti, leggende e canzoni popolari tipiche calabresi e siciliane.

## Tracce
1. Vitti 'na crozza (Il cammino della speranza)
2. Canzone del flauto
3. La baronessa di Carini
4. Donna Candia
5. La leggenda di Colapesce
6. La vecchia crapa d'agosto
7. Morte di Sciruni
8. All'armi... all'armi... la campana sona
9. Il riscatto della bella
10. La bella Cecilia
11. Il barone dei fiori
12. Lu capubastuni
13. Malanotte
14. Storia di un carcerato calabrese